# Зустріч на переправі
«Зустріч на переправі» — радянський середньометражний художній фільм 1963 року, знятий на кіностудії «Мосфільм».

## Сюжет
Скінчилася війна. Демобілізований солдат Чепурнов їде до своєї нареченої Варі Карпової, яку знає з листування. По дорозі на поромі Чепурнов знайомиться з перевізницею Клавдією. Молода жінка знає його наречену і знає те, що Валентина писала не тільки Чепурнову. Але про це вона мовчить — їй подобається замислений солдат, і вона не хоче його засмучувати. А солдату подобається Клавдія, і він вже все знає про неї і знає те, що вона одна виховує сина. Але він їде до Валентини, тому що обіцяв. Довго Чепурнов там не затримається…

## У ролях
- Інга Шантирь —  Клава
- Геннадій Фролов —  Чепурнов
- Ігор Цвєтков —  Ванюша, син Клавдії
- Всеволод Санаєв —  голова колгоспу
- Борис Новиков —  Уваров, балагур з гітарою
- Петро Любешкін —  старий солдат
- Ольга Маркіна — епізод
- Олена Максимова —  епізод
- Раднер Муратов —  епізод

## Знімальна група
- Режисер:  Гавриїл Єгіазаров
- Автор сценарію: Володимир Бєляєв
- Оператор: Семен Шейнін
- Художник-постановник: Олексій Пархоменко
- Композитор: Володимир Юровський
- Текст пісень: Михайло Матусовський
- Звукорежисер: Арташес Ванеціан